# Thesaurus Linguae Latinae

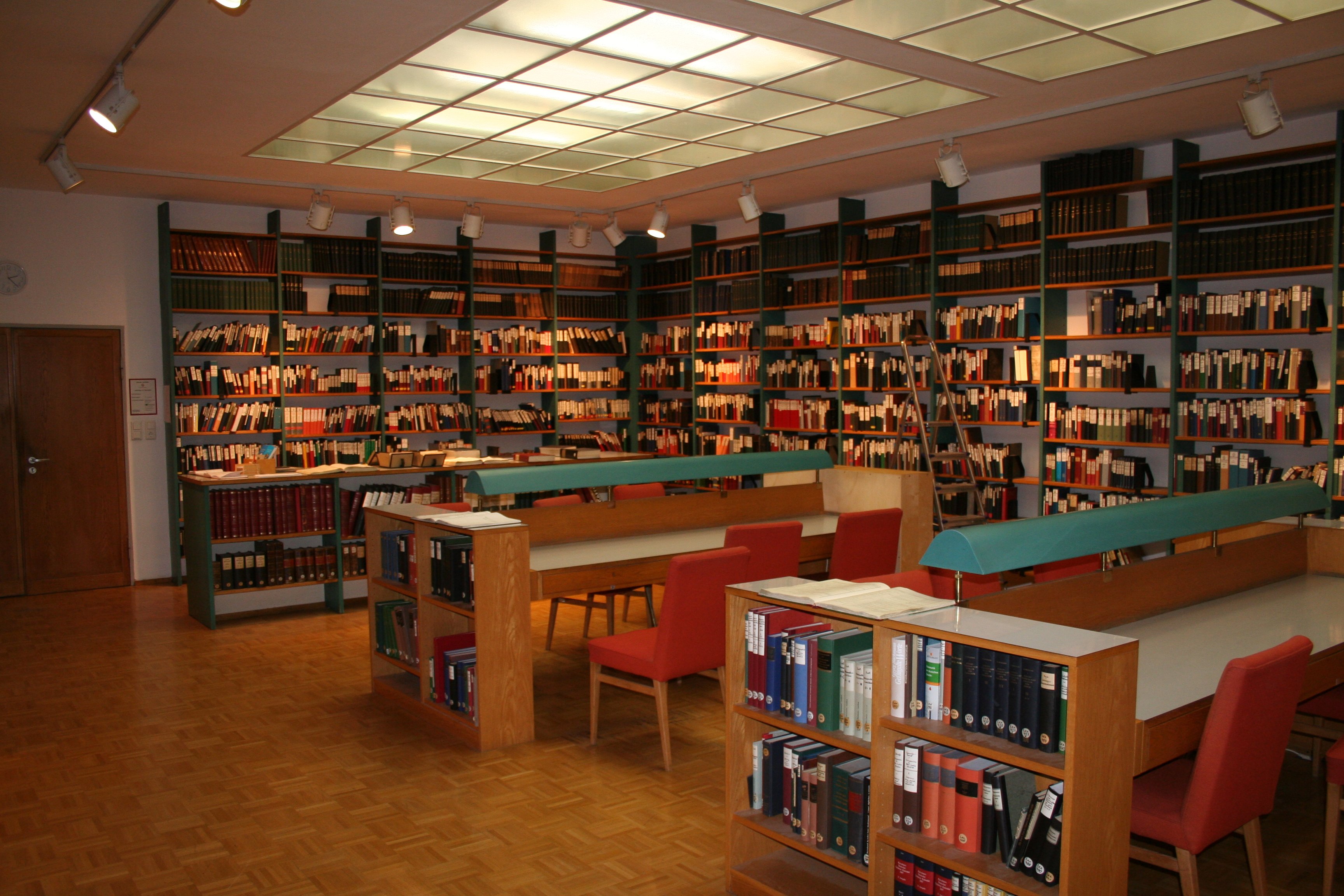
Библиотека TLL

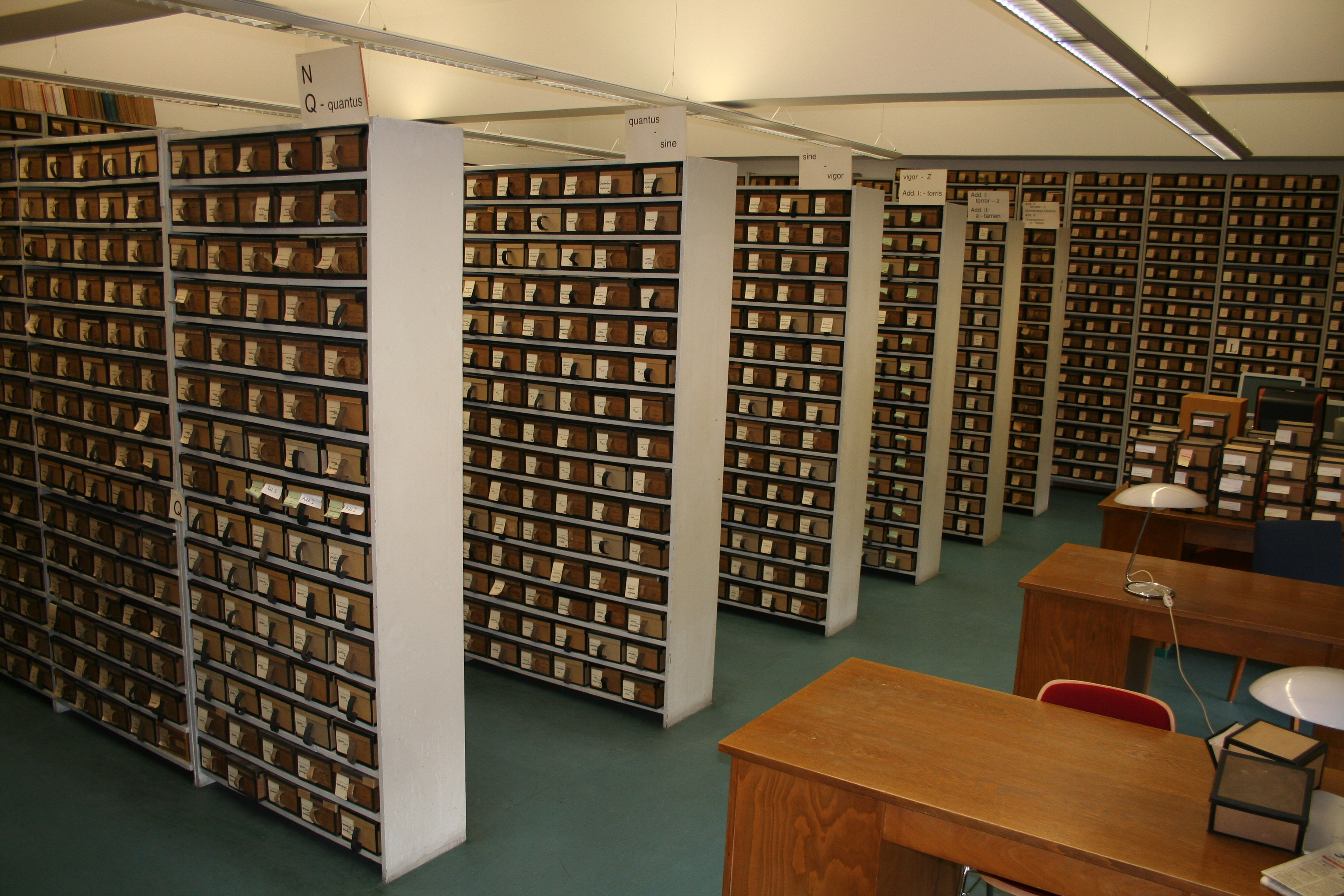
Архив ThLL

Thesaurus Linguae Latinae (ThLL или TLL) — монументальный словарь латинского языка.
Словарь TLL включает в себя все слова с момента первой фиксации языка на письме до года смерти Исидора Севильского (ок. 560—636).
Осуществление этого грандиозного проекта началось в 1894 году. Его инициаторами стали Эдуард Вёльфлин, Фридрих Лео и Франц Бюхелер. В работе над словарём приняли участие несколько поколений крупных специалистов из разных стран, в том числе Иоганн Баптист Хофман. Завершение работы планируется к середине XXI века. Работу над словарём осуществляют генеральные редакторы, редакторы и ряд ученых, включая научных сотрудников Баварской академии естественных и гуманитарных наук в Мюнхене.